# 神田光希
安田 光希（やすだ みつき、1997年5月5日 - ）は日本の俳優。芸能プロダクション経営者。北海道出身。

## 人物
生まれは北海道であり、幼少期から千葉県酒々井町にて育つ。
2018年には、働き方改革をテーマとした短編映画「KASUMI」に内閣人事局員の北村剛役として出演した。日本テレビ「オトせ！」第2回に千葉の元ヤンキーとして出演するなど、マルチタレントとして幅広く活動している。
2020年からは、芸能事務所「Office K.O」代表を務める。

## 出演

### CM
- Y.mobile TVCM チェッカーズ風 アイドル役
- KR TV CM サラリーマン役
- サントリー缶コーヒー CM 神輿担ぎ役
- ソフトバンク CM
- フロムエー TVCM
- コカ・コーラ ファンタCM ダンサー役
- レノアCM 野球部員役
- 東京ガス CM 観客役
- D社 Wi-Fiルーター広告 大学生役
- UNIQLO CM 知人役
- VISA クレジットカード CM コンビニ店員役
- 大手生命保険会社 CM
- 大手不動産会社 CM
- サントリー BOSS缶コーヒー 出演多数
- 東京メトロ CM
- デカビタ CM
- HONDA ウォッチワールド CM ヤンキー役
- モンスターストライク CM
- ゼクシィ CM

### VP
- ホットペッパービューティー webムービー 美容師役

### TV
- テレビ朝日 『神様に選ばれた試合』 松坂大輔役
- TBS 『ご対面バラエティー 7時に会いましょう』 再現VTR 生徒役、ダンサー役
- 日本テレビ 『ザ!世界仰天ニュース』
- フジテレビ 『Mr.サンデー』 メイン出演多数
- 日本テレビ 『行列のできる法律相談所』
- AbemaTV 『矢口真里のかようThe night!』 イケメン企画
- AbemaTV 『DTテレビ』 『アオハルかよ』メイン男子高校生役
- AbemaTV 『ブスTV』 メイン男子役
- テレビ東京 『あのスターの兄弟姉妹』 桑田真澄 先輩役
- フジテレビ 『S-PARK』 生徒ヤンキー役
- 日本テレビ 『24時間テレビ』 2018年 再現みやぞん役

【バラエティー】
- 日本テレビ『オトせ！』千葉の元ヤンキー役
- フジテレビ  『ネタパレ』 『アルコ&ピース平井ネタ』若手社員役

### スタンドイン
- EXILE second WILD WILD WILD スタンドイン（ダンサー）

### 舞台
- 劇団影法師『三国志』
- 劇団笑う猫 ミュージカル『SCRAP』ロッキー役  （全国ツアー）
- 劇団夜想会 プロデュース舞台 慎吾役（ヤクザ）
- 幕末舞台 『てやんDay's』ダンスパフォーマーとして参加

### MV
- HKT48 スピンオフMV 若手エリート社員役
- EXILE second 「WILD WILD WILD」ダンサー出演
- Kis-My-Ft2 「Fire!!!」ダンサー出演

### 映画
- フジテレビ製作映画「昼顔」祭り係員役
- 短編映画『KASUMI』北村剛役
- 映画『来る』宮大工役 現場指導
- 園子温監督作品『東京ヴァンパイアホテル』

### ドラマ
- NETFLIXオリジナルドラマ　サンクチュアリー　〜聖域〜　DJ役
- 君と世界が終わる日に　final  DJ役

- 園子温監督作品 アクションドラマ バンパイア役 人間役
- 『東京ラブストーリー』 バーテンダー役
- 『警視庁 ゼロ係〜生活安全課なんでも相談室〜』半グレ役
- 全裸監督  野球部員役

- WOWOW ドラマピプル  AI役

### MC
【K-POP Party YOLO 専属MC】
- 渋谷Club DAIA
- 渋谷 Club Asia  main Floor
- 渋谷 WOMB main Floor
- 六本木 Esprit tokyo 3F Floor
- 西麻布 muse
- 渋谷 FIGHT Club
- 北海道 JINXSsapporo
- 町田 CRAGE MAIN Floor
- 銀座 GHQ
- 渋谷 Club camelot
- 六本木 New PLANET

### ダンサー出演・振り付け
- 日本鋳造 納涼祭 SP Guest ダンサー

2018年、2019年
- 幕末舞台 『てやんDay's』 Guestダンサー
- K-POP Party YOLO 銀座公演/渋谷公演 K-POPカバーダンサー
- 名古屋 『ミナトノスライダー』ステージイベント ダンサー
- Colorful 王子ステージ Guest ダンサー
- 名古屋メーカーズピア SP Guestダンサー
- 東放映画 某MV の振付師  として参加

### YouTube
- Fischer’s 　100vs100 野球企画　黄色チーム　捕手（キャッチャー）